# ببغاء إفريقي
الببغاوات الأفريقية هي فصيلة فرعية (تحت عائلة) من فصيلة الببغائية، موطنها أفريقيا جنوب الصحراء الكبرى، وتشمل اثني عشر نوعًا وجنسين. أحد أشهر الأنواع التي تنتمي لهذه الفصيلة الفرعية هو الببغاء الرمادي. تنتمي الببغاوات الأفريقية وببغاوات الإقليم المداري إلى فصيلة الببغائية، والتي تشكل بدورها مع فصيلتين أُخريين ما يسمى بالببغاوات الحقيقية. عرفت الببغاوات الأفريقية (على الأقل الببغاء الرمادي) في أوروبا منذ العصر الروماني.

## التصنيف
تحتوي الببغاوات الأفريقية على اثني عشر نوعًا وجنسين كما في الجدول التالي. منها جنس منقرض وهو جنس (ببغاء بافاريبسيتا [الإنجليزية])(Bavaripsitta).
| الصورة | الجنس                                                  | الأنواع على قيد الحياة |
| ------ | ------------------------------------------------------ | --- |
|        | ببغاء رمادي Linnaeus, 1758                             | - ببغاء رمادي إفريقي (P. erithacus) - ببغاء تيمنه (P. timneh) |
|        | ببغاء ذو لون الرأس المغاير [الإنجليزية] Swainson, 1837 | - ببغاء ليفيلانت [الإنجليزية] (P. robustus) - ببغاء بني العنق [الإنجليزية] (P. fuscicollis) - ببغاء أحمر الجبهة [الإنجليزية] (P. gulielmi) - ببغاء ماير (Poicephalus meyeri). - ببغاء رويبل (P. rueppellii) - ببغاء بني الرأس [الإنجليزية] (P. cryptoxanthus) - ببغاء أحمر البطن [الإنجليزية] (P. rufiventris) - ببغاء سنغالي (P. senegalus) - ببغاء أصفر الجبهة [الإنجليزية] (P. flavifrons) - ببغاء نيام نيام [الإنجليزية] (P. crassus) |